# Championnat d'Autriche de football 1968-1969
Navigation
Saison précédente Saison suivante
La saison 1968-1969 du Championnat d'Autriche de football était la 58e édition du championnat de première division en Autriche. La Nationalliga regroupe les 15 meilleurs clubs du pays au sein d'une poule unique où ils s'affrontent deux fois au cours de la saison, à domicile et à l'extérieur. À la fin de la saison, pour permettre le passage du championnat de 14 à 16 clubs en deux saisons, les 2 derniers du classement sont relégués et remplacés par les 3 meilleurs clubs de Regionalliga.
C'est le club du FK Austria Vienne qui remporte le championnat en terminant en tête du classement final, avec 8 points d'avance sur le Wiener Sport-Club et 11 sur le double tenant du titre, le  SK Rapid Vienne. C'est le 8e titre de champion d'Autriche de l'histoire du club. Le Rapid remporte quand même un nouveau trophée en battant le Wiener Sport-Club en finale de la Coupe d'Autriche.

## Les 15 clubs participants
| - Wiener Sport-Club - SK Rapid Vienne - WSV Donawitz - Promu de Regionalliga - Wacker AC - Promu de Regionalliga - SK Austria Klagenfurt - FC Wacker Innsbruck - SC Eisenstadt - SV Wattens - Promu de Regionalliga | - Linzer ASK - Schwarz-Weiß Bregenz - SK Admira Vienne Energie - FK Austria Vienne - Grazer AK - SK Sturm Graz - SV Austria Salzbourg |

## Compétition

### Classement
Le barème utilisé pour établir le classement est le suivant :
- Victoire : 2 points
- Match nul : 1 point
- Défaite : 0 point

| Rang | Équipe                   | Pts | J  | G  | N  | P  | Bp | Bc | Diff |
| ---- | ------------------------ | --- | -- | -- | -- | -- | -- | -- | ---- |
| 1    | FK Austria Vienne        | 46  | 28 | 19 | 8  | 1  | 80 | 35 | +45  |
| 2    | Wiener Sport-Club        | 38  | 28 | 13 | 12 | 3  | 62 | 21 | +41  |
| 3    | SK Rapid Vienne T C      | 35  | 28 | 15 | 5  | 8  | 64 | 34 | +30  |
| 4    | Linzer ASK               | 31  | 28 | 12 | 7  | 9  | 38 | 33 | +5   |
| 5    | SK Sturm Graz            | 31  | 28 | 12 | 7  | 9  | 33 | 29 | +4   |
| 6    | SV Austria Salzburg      | 30  | 28 | 10 | 10 | 8  | 41 | 28 | +13  |
| 7    | FC Wacker Innsbruck      | 29  | 28 | 12 | 5  | 11 | 46 | 43 | +3   |
| 8    | SK Admira Vienne Energie | 28  | 28 | 11 | 6  | 11 | 43 | 45 | -2   |
| 9    | SK Austria Klagenfurt    | 28  | 28 | 10 | 8  | 10 | 38 | 41 | -3   |
| 10   | Grazer AK                | 26  | 28 | 10 | 6  | 12 | 37 | 54 | -17  |
| 11   | Wacker AC P              | 24  | 28 | 9  | 6  | 13 | 39 | 51 | -12  |
| 12   | SV Wattens P             | 22  | 28 | 7  | 8  | 13 | 32 | 55 | -23  |
| 13   | SC Eisenstadt            | 21  | 28 | 6  | 9  | 13 | 33 | 42 | -9   |
| 14   | Schwarz-Weiß Bregenz     | 21  | 28 | 8  | 5  | 15 | 30 | 49 | -19  |
| 15   | WSV Donawitz P           | 10  | 28 | 3  | 4  | 21 | 26 | 82 | -56  |

|  | Qualification pour la Coupe des clubs champions 1969-1970                    |
|  | Qualification pour la Coupe des Coupes 1969-1970                             |
|  | Qualification pour la Coupe des villes de foires 1969-1970                   |
|  | Relégation directe en Regionalliga                                           |
|  | T Tenant du titre C Vainqueur de la Coupe d'Autriche P Promu de Regionalliga |

## Bilan de la saison
| Championnat d'Autriche de football 1968-1969 |                              |
| Champion                                     | FK Austria Vienne (9e titre) |
| Coupes et trophées                           |                              |
| Vainqueur de la Coupe d'Autriche 1968-1969   | SK Rapid Vienne              |
| Qualifications continentales                 |                              |
| Coupe d'Europe des clubs champions 1969-1970 | FK Austria Vienne            |
| Coupe des Coupes 1969-1970                   | SK Rapid Vienne              |
| Coupe des villes de foires 1969-1970         | Wiener Sport-Club            |
| Coupe des villes de foires 1969-1970         | LASK Linz                    |
| Promotions et relégations                    |                              |
| Promus en Nationalliga                       | First Vienna FC              |
| Promus en Nationalliga                       | FC Dornbirn                  |
| Promus en Nationalliga                       | SK VÖEST Linz                |
| Relégués en Regionalliga                     | Schwarz-Weiß Bregenz         |
| Relégués en Regionalliga                     | WSV Donawitz                 |